# Anopina ainslieana
Anopina ainslieana är en fjärilsart som beskrevs av Obraztsov 1962. Anopina ainslieana ingår i släktet Anopina och familjen vecklare. Inga underarter finns listade i Catalogue of Life.